# 553 př. n. l.

## Hlava státu
Médská říše:
- Astyagés (Ištumegu)

Persis:
- Kýros II.

Egypt:
- Ahmose II. (26. dynastie)

Novobabylonská říše:
- Nabonid

Athény:
- Peisistratos

Řím:
- Servius Tullius